# Episodi di Paul Temple (prima stagione)
La prima stagione della serie televisiva Paul Temple è stata trasmessa in anteprima nel Regno Unito dalla BBC tra il 23 novembre 1969 e il 15 febbraio 1970.
| nº | Titolo originale           | Titolo italiano | Prima TV UK      | Prima TV Italia |
| -- | -------------------------- | --------------- | ---------------- | --------------- |
| 1  | Who Dies Next              |                 | 23 novembre 1969 |                 |
| 2  | Message from a Dead Man    |                 | 30 novembre 1969 |                 |
| 3  | There Must Be a Mr. X      |                 | 7 dicembre 1969  |                 |
| 4  | Missing Penny              |                 | 14 dicembre 1969 |                 |
| 5  | The Man Who Wasn't There   |                 | 21 dicembre 1969 |                 |
| 6  | Which One of Us Is Me?     |                 | 28 dicembre 1969 |                 |
| 7  | Inside Information         |                 | 4 gennaio 1970   |                 |
| 8  | Masked Lady                |                 | 11 gennaio 1970  |                 |
| 9  | Swan Song for Colonel Harp |                 | 18 gennaio 1970  |                 |
| 10 | Mr Wallace Predicts        |                 | 25 gennaio 1970  |                 |
| 11 | Letters from Robert        |                 | 1º febbraio 1970 |                 |
| 12 | The Man from the Sea       |                 | 8 febbraio 1970  |                 |
| 13 | The Victim                 |                 | 15 febbraio 1970 |                 |